# Памятный знак «За высокую эффективность и качество работы в одиннадцатой пятилетке»
Памятный знак ЦК КПСС, Совета Министров СССР, ВЦСПС и ЦК ВЛКСМ «За высокую эффективность и качество работы в одиннадцатой пятилетке» — награда Советского Союза для трудовых коллективов, учреждённая совместным Постановлением Центрального Комитета Коммунистической Партии Советского Союза, Совета Министров Союза Советских Социалистических Республик, Всесоюзного Центрального Совета Профессиональных Союзов и Центрального Комитета Всесоюзного Ленинского Коммунистического Союза Молодёжи за достижение наиболее высоких показателей в выполнении одиннадцатого пятилетнего плана, повышении эффективности производства, росте производительности труда, улучшении качества продукции.

## История
К XI пятилетке памятные знаки для поощрения победителей социалистического соревнования стали неотъемлемым звеном в системе коллективного награждения; награждение такими знаками стало уже делом обыденным и рутинным. В 1981 году вышло очередное обязывающее совместное Постановление ЦК КПСС, Совета Министров СССР, ВЦСПС и ЦК ВЛКСМ от 26 марта 1981 года за № 304 «О всесоюзном социалистическом соревновании за успешное выполнение и перевыполнение заданий одиннадцатой пятилетки», в котором учреждался памятный знак «За высокую эффективность и качество работы в одиннадцатой пятилетке». Перечень трудовых коллективов, награждённых этим знаком был опубликован в отраслевых, республиканских и областных газетах.

## Кто награждался
Памятным знаком «За высокую эффективность и качество работы в одиннадцатой пятилетке» награждались трудовые коллективы, удостоенные по итогам Всесоюзного социалистического соревнования за 1985 год переходящих Красных знамён ЦК КПСС, Совета Министров СССР, ВЦСПС и ЦК ВЛКСМ и добившиеся наиболее высоких показателей в выполнении плановых заданий одиннадцатой пятилетки по повышению эффективности производства и улучшению качества продукции. Коллективы, награждённые памятным знаком, заносились на Всесоюзную Доску почёта на ВДНХ СССР.

## Описание знака
Знак состоит из трёх накладных элементов:
- Пятиконечная выпуклая звезда, лучи которой образованы золотым каркасом, с закреплёнными в нём пластинами из рубинового стекла.
- Лавровый венок, перевитый красной с золотой каймой по краям лентой, ниспадающей в виде банта на скрещение ветвей. На видимых сегментах ленты снизу слева вверх направо по часовой стрелке золотом начертаны годы одиннадцатой пятилетки — 1981, 1982, 1983, 1984, 1985.
- Золотой медальон, обрамлённый снизу венком из золотых колосьев и украшенный золотым изображением серпа и молота, а также увенчанный круговой надписью: «За высокую эффективность и качество работы в одиннадцатой пятилетке». На медальоне в лучах яркого солнца, стоящего в зените, на голубом небосклоне помещены символические изображения основных отраслей народного хозяйства СССР: угольной промышленности, нефтяной промышленности, газовой промышленности, металлургии, сельского хозяйства, жилищного строительства, гидроэнергетики.

У данного памятного знака было несколько естественных отличий от своего предшественника памятного знака «За высокую эффективность и качество работы в десятой пятилетке»: наименование знака — «За высокую эффективность и качество работы в одиннадцатой пятилетке» и годы одиннадцатой пятилетки — 1981—1985.

## Параметры знака
- Количество знаков — 737 штук[2].
- Высота — 300 мм.
- Ширина — 280 мм.
- Вес — 3420 г.
- Материал — томпак, рубиновое стекло.
- Способ изготовления — комбинированный: литьё и штамповка.
- Способы обработки — золочение, чернение, нанесение холодных эмалей, декоративная отделка.
- Соединение элементов знака — винтовое[3].
- Изготовитель — Московский монетный двор. Клеймо Московского монетного двора нанесено с обратной стороны знака ударным способом.
- Знак вручался вместе с красным Дипломом ЦК КПСС, Совета Министров СССР, ВЦСПС и ЦК ВЛКСМ формата А2[4].
- Знак размещался в пластмассовом футляре красного цвета с прозрачной крышкой из оргстекла размером 300 × 400 мм[5].

## Дальнейшая судьба памятного знака
1986 год стал первым годом новой двенадцатой пятилетки. Тогда никто и предположить не мог, что она будет последней в истории СССР. А пока 18 июня 1986 года ЦК КПСС, Совета Министров СССР, ВЦСПС и ЦК ВЛКСМ приняли очередное обыденное совместное Постановление за № 735  «О всесоюзном социалистическом соревновании за успешное выполнение и перевыполнение заданий двенадцатой пятилетки», в котором было принято решение учредить памятный знак с новым названием — «За достижение высоких показателей на основе научно-технического прогресса в двенадцатой пятилетке». Однако к 1990 году в стране был принят ряд решений, направленных на разграничение полномочий Союза ССР и республик в экономической сфере, а также на расширение прав союзных и автономных республик. Стройная и казавшаяся незыблемой система коллективных награждений была сломана. В связи с этим в 1990 году было принято ещё одно совместное Постановление «О внесении изменений в порядок проведения Всесоюзного социалистического соревнования за успешное выполнение заданий двенадцатой пятилетки» от 27 июня 1990 г. за № 627, которое требовало считать нецелесообразным подведение итогов Всесоюзного социалистического соревнования за успешное выполнение заданий двенадцатой пятилетки на уровне ЦК КПСС, Совета Министров СССР, ВЦСПС и ЦК ВЛКСМ. Это же Постановление требовало — памятные знаки ЦК КПСС, Совета Министров СССР, ВЦСПС и ЦК ВЛКСМ «За достижение высоких показателей на основе научно-технического прогресса в двенадцатой пятилетке» не присуждать. Как оказалось, памятный знак «За высокую эффективность и качество работы в одиннадцатой пятилетке» стал последним в истории.